# Jorge Illueca
Jorge Enrique Illueca Sibauste (Panama-Stad, 17 september 1918 – 3 mei 2012) was een Panamees politicus. Tijdens zijn studie was hij professor aan de universiteit. In 1982 werd hij verkozen tot vicepresident. Door het vroegtijdige aftreden van Ricardo de la Espriella kwam Illueca in 1984 bijna acht maanden aan de macht, tot aan de volgende presidentsverkiezingen.
Tijdens zijn presidentschap werd de feitelijke macht achter de schermen uitgeoefend door de legerchef Manuel Noriega, die de in 1981 verongelukte Omar Torrijos was opgevolgd.
Hij overleed in 2012, op 93-jarige leeftijd.